# Bienenbüttel
Bienenbüttel är en kommun (Einheitsgemeinde) i Landkreis Uelzen i det tyska förbundslandet Niedersachsen. Orten, som är belägen på Lüneburgheden, har cirka 7 000 invånare.
Bienenbüttel består av följande 15 Ortsteile:
| - Bargdorf - Beverbeck mit Grünewald - Bienenbüttel - Bornsen mit Forsthof Wichmannsdorf - Edendorf mit Gut Solchstorf und Hönkenmühle - Eitzen I mit Bardenhagen - Grünhagen - Hohenbostel | - Hohnstorf - Niendorf - Rieste mit Neu-Rieste - Steddorf mit Neu-Steddorf - Varendorf - Wichmannsburg - Wulfstorf |